# Chamaeranthemum beyrichii
Chamaeranthemum beyrichii é uma espécie de planta do gênero Chamaeranthemum e da família Acanthaceae.
Chamaeranthemum beyrichii Nees é uma espécie endêmica da Mata Atlântica do leste do Brasil, com registros de ocorrências naturais, até o momento, nos estados do Espírito Santo, Minas Gerais e Rio de Janeiro. Por possuir folhas variegadas chamativas e se propaga vegetativamente de modo fácil, sendo esta espécie há muito cultivada como ornamental na Europa e no Brasil.

## Taxonomia
A espécie foi descrita em 1836 por Christian Gottfried Daniel Nees von Esenbeck.
Os seguintes sinônimos já foram catalogados:
- Chamaeranthemum beyrichii rotundifolium  Nees
- Chamaeranthemum beyrichii variegatum  Hook.f.
- Chamaeranthemum gaudichaudii  Nees
- Chamaeranthemum malifolium  (Nees) A.L.A.Côrtes
- Chamaeranthemum venosum  M.B.Foster ex Wassh. & L.B.Sm.
- Eranthemum leuconeurum  hort. ex Schltdl.
- Schaueria malifolia  Nees

A maior parte dos espécimes de herbário sob o nome Chamaeranthemum beyrichii Nees, corresponde, na verdade, a Pseuderanthemum corcovadense (Regel) Lindau. Este equívoco se dá, possivelmente, pelo fato de Nees (1847b) incluir espécimes de P. corcovadense sob C. beyrichii em sua variedade “β foliis oblongis”.

## Forma de vida
É uma espécie terrícola e herbácea.

## Conservação
A espécie faz parte da Lista Vermelha das espécies ameaçadas do estado do Espírito Santo, no sudeste do Brasil. A lista foi publicada em 13 de junho de 2005 por intermédio do decreto estadual nº 1.499-R.

## Distribuição
A espécie é endêmica do Brasil e encontrada nos estados brasileiros de Espírito Santo, Minas Gerais, Rio de Janeiro e Santa Catarina. A espécie é encontrada no domínio fitogeográfico de Mata Atlântica, em regiões com vegetação de floresta ombrófila pluvial.